# Ari Lennox
Pour les articles homonymes, voir Lennox.
 (juin 2022).
La mise en forme du texte ne suit pas les recommandations de Wikipédia : il faut le « wikifier ».
Les points d'amélioration suivants sont les cas les plus fréquents :
- Les titres sont pré-formatés par le logiciel. Ils ne sont ni en capitales, ni en gras.
- Le texte ne doit pas être écrit en capitales (les noms de famille non plus), ni en gras, ni en italique, ni en « petit »…
- Le gras n'est utilisé que pour surligner le titre de l'article dans l'introduction, une seule fois.
- L'italique est rarement utilisé : mots en langue étrangère, titres d'œuvres, noms de bateaux, etc.
- Les citations ne sont pas en italique mais en corps de texte normal. Elles sont entourées par des guillemets français : « et ».
- Les listes à puces sont à éviter, des paragraphes rédigés étant largement préférés. Les tableaux sont à réserver à la présentation de données structurées (résultats, etc.).
- Les appels de note de bas de page (petits chiffres en exposant, introduits par l'outil «  Source ») sont à placer entre la fin de phrase et le point final[comme ça].
- Les liens internes (vers d'autres articles de Wikipédia) sont à choisir avec parcimonie. Créez des liens vers des articles approfondissant le sujet. Les termes génériques sans rapport avec le sujet sont à éviter, ainsi que les répétitions de liens vers un même terme.
- Les liens externes sont à placer uniquement dans une section « Liens externes », à la fin de l'article. Ces liens sont à choisir avec parcimonie suivant les règles définies. Si un lien sert de source à l'article, son insertion dans le texte est à faire par les notes de bas de page.
- La présentation des références doit suivre les conventions bibliographiques. Il est recommandé d'utiliser les modèles {{Ouvrage}}, {{Chapitre}}, {{Article}}, {{Lien web}} et/ou {{Bibliographie}}. Le mode d'édition visuel peut mettre en forme automatiquement les références.
- Insérer une infobox (cadre d'informations à droite) n'est pas obligatoire pour parachever la mise en page.

Pour une aide détaillée, merci de consulter Aide:Wikification.
Si vous pensez que ces points ont été résolus, vous pouvez retirer ce bandeau et améliorer la mise en forme d'un autre article.
Ari Lennox de son vrai nom Courtney Shanade Salter, née le 26 mars 1991 à Washington DC, est une chanteuse américaine. Elle est la première artiste féminine à être signée sur le label de J. Cole, Dreamville Records. Elle a d'abord commencé à être reconnue après la sortie de son premier EP Pho sur le label. Son premier album studio Shea Butter Baby a suivi en 2019. Lennox a également figuré sur les albums de compilation Dreamville Revenge of the Dreamers II, et Revenge of the Dreamers III (2019), ce dernier ayant débuté à la première place du classement Billboard 200 et ayant valu à Lennox une nomination aux Grammy Awards pour le meilleur album rap. Lennox a fait sa première apparition dans le Billboard Hot 100 avec son single Pressure, sorti en 2021, qui a atteint le numéro 66. 

## Biographie
Courtney Shanade Salter est née le 26 mars 1991 à Washington, D.C. et a passé ses années de formation dans la région métropolitaine de Washington. Elle a fréquenté la Wilson High School et la Duke Ellington School of the Arts. Son nom de scène a été influencé par Mary Lennox, un personnage de l'adaptation cinématographique de The Secret Garden.

## Carrière musicale

### 2012-2017: Débuts de carrière etPhoEP
Ari Lennox a commencé à mettre en ligne sa musique sur Internet en 2009. Elle a publié sa première mixtape, Five Finger Discount, et son premier EP, Ariography, en 2013. En 2014, elle a sorti indépendamment le single Bound. Le 21 juillet 2015, elle a figuré sur l'album Elephant Eyes d'Omen sur le titre "Sweat it Out". Plus tard dans l'année, sa musique a circulé dans l'équipe de Dreamville, car J. Cole voulait qu'elle travaille avec lui sur des références pour Rihanna.
Le 8 décembre, il a été annoncé qu'elle était signée chez Dreamville Records. Elle a fait une apparition sur l'album collaboratif Revenge of the Dreamers II, sur le titre " Backseat " avec Cozz,. Le 21 octobre 2016, elle a sorti son premier EP intitulé Pho. Ari Lennox est ensuite apparue sur la chanson Change de J. Cole, et s'est produite en première partie du 4 Your Eyez Only Tour durant l'année 2017.

### 2018–2020:Shea Butter Baby
En 2018, elle a enchaîné les featuring sur deux chansons avec ses compagnons de label : EarthGang sur Nothing but the Best, et Bas sur Icarus. Le 16 juillet 2018, Ari Lennox a sorti le premier single, Whipped Cream, de son premier album, Shea Butter Baby, avec un clip accompagné le 5 septembre. Le 9 novembre, elle a sorti deux autres singles intitulés 40 Shades of Choke et Grampa. Le 13 novembre, elle a ensuite sorti deux autres singles intitulés No One et Pedigree. Elle apparaît ensuite sur la bande originale de Creed II avec Cole sur un titre intitulé "Shea Butter Baby" le 16 novembre, et sorti en single le 26 février 2019, pour son premier album du même nom. Le titre a été accompagné d'un clip le 20 février 2019, et a dépassé les 3 millions de vues via YouTube dès la première semaine. En décembre 2018, elle a assuré la première partie de la tournée From East Atlanta With Love Tour avec 6lack.
Le 27 mars 2019, elle a annoncé sa première tournée en tête d'affiche, dont la première étape a commencé le 12 mai et s'est terminée le 14 juin dans sa ville natale, Washington, D.C. Son premier album, Shea Butter Baby, est sorti le 7 mai 2019. Plusieurs fois au cours de cette tournée, elle a été ouverte par Baby Rose et Mikhala Jené,. Elle a également pris la route avec Lizzo sur le Cuz I Love You Too Tour de juillet à octobre. La deuxième étape de sa tournée en tête d'affiche s'est déroulée en Europe, au cours du mois de décembre 2019. En février 2020, Ari Lennox a été placée sur la liste Future 40 de BET, qui est une liste de " 40 des avant-gardes les plus inspirantes et innovantes qui redéfinissent ce que cela signifie d'être unapologetically young, gifted & black ". Elle a sorti plusieurs singles en 2020, dont Bussit, Chocolate Pomegranate et une reprise de If You Want Me to Stay, ainsi que des apparitions et des collaborations avec Kiana Ledé, Skip Marley, 6lack et Spillage Village, entre autres.

### De 2021 à aujourd'hui: Deuxième album
Le 10 septembre 2021, Ari Lennox sort le single Pressure, produit par Jermaine Dupri et Bryan-Michael Cox. La chanson est devenue son premier single solo classé au Billboard Hot 100, son premier single radio numéro 1, et a atteint le numéro 3 du R&B/Hip-Hop Airplay,. Le 31 mars 2022, elle apparaît sur la compilation Dreamville D-Day : A Gangsta Grillz Mixtape, sur les chansons Coming Down et Blackberry Sap.

## Artistique
Ari Lennox décrit sa propre voix comme "vulnérable mais pleine d'âme ; imparfaite mais jolie". Sa voix a été comparée à celle d'Erykah Badu. À propos de son talent artistique, elle explique : "Parfois, les femmes sont mises dans une boîte où elles ne sont censées parler que de certaines choses, mais je veux être plus courageuse et plus risquée. Je pense que les gens veulent entendre ce genre d'honnêteté et de franchise". Ari Lennox a déclaré dans de multiples interviews qu'elle s'inspire de chanteuses R&B des années 90 et 2000 telles que Mariah Carey, Erykah Badu, D'Angelo, Bilal, Whitney Houston, Aaliyah, Lauryn Hill, Amerie, Ciara, SWV, Mary J. Blige, entre autres, et de la chanteuse soul Minnie Riperton. Dans une interview avec The Fader, elle a également mentionné son admiration pour Kanye West et la façon dont elle a découvert de nombreux autres artistes grâce à lui. The Gateway a décrit le son d'Ari Lennox comme "mélangeant avec succès des tranches individuelles de Motown classique, de R&B moderne et de soul new-age en un produit homogène".